# Hepu
Hepu es el nombre de un hipotético faraón egipcio de la decimocuarta dinastía, cuyo reinado habría transcurrido en cualquier momento entre 1720 a. C. y 1630 a. C. Este rey, como muchos otros de la misma dinastía, sólo se conoce por el Canon Real de Turín, pero no figuran los años de reinado ni se conoce su nombre de Horus o la capital de su reinado.
El análisis estilístico de los glifos utilizados para escribir el nombre de este monarca llevó a los egiptólogos que han estudiado el Canon Real a proponer la hipótesis de que es el de un rey ficticio, que figuraba por motivos desconocidos en el documento que sirvió como fuente para la elaboración del Canon Real.
|             |    |    |
| \| \| \| \| |    |    |
|             |    |    |
| Aa5 · p     | Z7 | E1 |

| Aa5 · p | Z7 | E1 |

|             |    |    |
| \| \| \| \| |    |    |
|             |    |    |
| Aa5 · p     | Z7 | E1 |

| Aa5 · p | Z7 | E1 |

|             |    |    |
| \| \| \| \| |    |    |
|             |    |    |
| Aa5 · p     | Z7 | E1 |

| Aa5 · p | Z7 | E1 |

|             |    |    |
| \| \| \| \| |    |    |
|             |    |    |
| Aa5 · p     | Z7 | E1 |

| Aa5 · p | Z7 | E1 |